# Gustas Griška
Gustas Griška (* 13. Mai 2001) ist ein litauischer Leichtathlet, der sich auf den Dreisprung spezialisiert hat.

## Sportliche Laufbahn
Erste internationale Erfahrungen sammelte Gustas Griška im Jahr 2021, als er bei den U23-Europameisterschaften in Tallinn mit einer Weite von 15,09 m in der Qualifikationsrunde im Dreisprung ausschied. 2023 wurde er bei der 2. Liga der Team-Europameisterschaft im Rahmen der Europaspiele in Chorzów mit 14,92 m Elfter.
2023 wurde Griška litauischer Hallenmeister im Dreisprung.

## Persönliche Bestleistungen
- Weitsprung: 7,05 m (−0,2 m/s), 20. Mai 2022 in Ogre
- Dreisprung: 15,23 m (+0,6 m/s), 26. Juni 2021 in Palanga